# La Rencontre de Jason et Médée
La Rencontre de Jason et Médée est un tableau attribué au peintre italien Biagio di Antonio Tucci vers 1486. Probablement le panneau d'un cassone, cette huile sur bois est une peinture mythologique qui représente les fiançailles de Jason et Médée dans un temple dédié à Apollon, la scène se déroulant en présence de multiples figurants devant une paysage côtier dominé par l'Argo. L'œuvre fait partie des collections du musée des Arts décoratifs de Paris, en France.